# Tochigi (prefektura)
Tochigi (japanski: kanji 栃木県, romaji: Tochigi-ken) je prefektura u današnjem Japanu. 
Nalazi se u unutrašnjosti na prijelazu središnjeg u sjeverni dio otoka Honshūa. Nalazi se u chihō Kantōu.
Glavni je grad Utsunomiya.
Organizirana je u 5 okruga i 26 općina. ISO kod za ovu pokrajinu je JP-09.
1. studenoga 2010. u ovoj je prefekturi živjelo 2,005.096 stanovnika.
Simboli ove prefekture su cvijet rododendrona yashija tsutsujija (Rhododendron albrechtii), drvo japanskog konjskog kestena (Aesculus turbinata), ptica plavobijela muharica (Cyanoptila cyanomelana).